# Got to Be There (bài hát)
"Got to Be There" là đĩa đơn năm 1971 của Michael Jackson phát hành dưới nhãn Motown.

## Danh sách track
- A. "Got to Be There" - 3:22
- B. "Maria (You Were The Only One)" - 3:41

## Bảng xếp hạng
| Bảng xếp hạng (1971)                 | Vị trí cao nhất |
| ------------------------------------ | --------------- |
| U.S. Billboard Hot 100               | 4               |
| U.S. Billboard Hot R&B/Hip-Hop Songs | 4               |
| UK Singles Chart                     | 5               |
| Australian ARIA Singles Chart        | 83              |
| Turkey Top 20 Chart                  | 1               |